# Dinu Gheorghe
Dinu Gheorghe (n. 4 iulie 1956 – d. 29 ianuarie 2025) a fost un președinte al unui club de fotbal din România.
Dinu Gheorghe a fost găsit mort la data de 29 ianuarie 2025, de femeia care făcea menajul. Sursa citată precizează că, cel mai probabil, decesul s-a produs în urma unui infarct suferit în timpul somnului, potrivit Digi 24. El avea 68 de ani.

## Cariera
- Rapid: 1 iulie 1997 - 30 noiembrie 2006
- FC Brașov: 1 decembrie 2006 - 10 iunie 2010
- Rapid: 1 iulie 2010 - 1 noiembrie 2011
- Astra Ploiești: 29 martie 2012 - 3 noiembrie 2014
- Rapid: 5 ianuarie 2015 - 22 ianuarie 2015
- Dinamo: 29 aprilie 2015 - 20 august 2015
- Rapid: 11 aprilie 2016 - 30 iunie 2016
- ASA Târgu Mureș: 15 iunie 2017 - 7 septembrie 2017
- Dunărea Călărași: 1 martie 2019 - 20 mai 2019.